# Абакумовский
Абакумовский — бывший хутор Корениченского сельского округа. Возник в 1909 г. рядом с д. Абакумово, недалеко от р. Неклюдовки. Местность вокруг холмистая. Почва подзол, подпочва глинистая.

## История
В 1919 г. в нём был 1 крестьянский двор с 3 жителями (2 мужчин и 1 женщина).
Данные за 1926 г.: хутор входил в состав Старицкой волости Абакумовского сельсовета. Число хозяйств крестьянского типа — 11, в них 65 жителей (32 мужчины и 33 женщины). Селение землеустроено в 1925 г. За ним закреплено 168,97 десятины земли: пашни — 60,03; леса (кустарника) — 100,56; прочих угодий — 8,38. Имелся инвентарь: 1 борона, 3 железных плуга, а также деревянные плуги и бороны. Некоторые крестьяне уезжали работать водниками в г. Ленинград и Шлиссельбург. В местном промысле работали портной и валяльщик.
В 1936 г. хутор ликвидировали, а всё имущество передали в д. Абакумово.